# 布干維爾海峽
6°24′S 156°06′E / 6.40°S 156.10°E

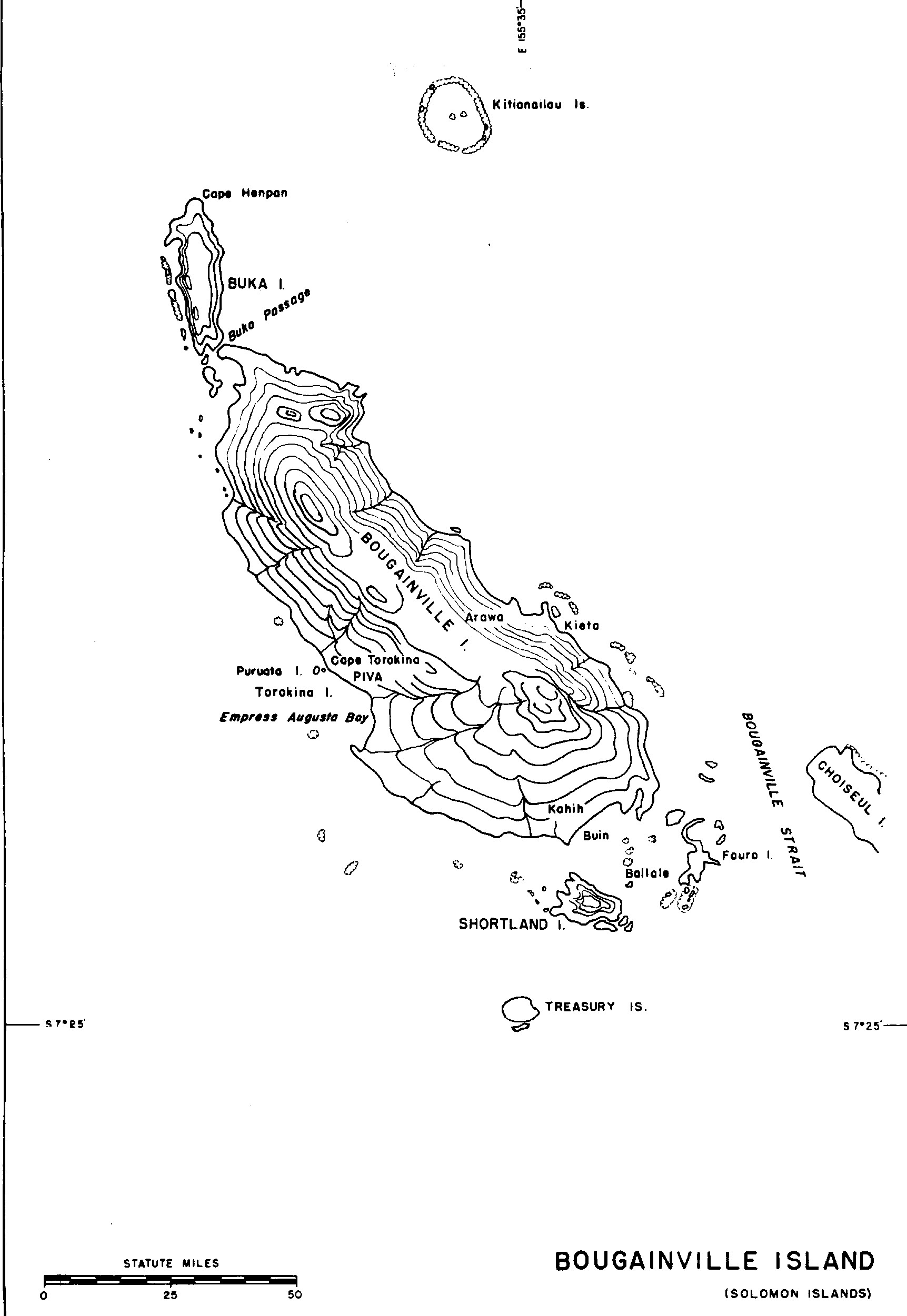
巴干維爾海峽位於圖右下方，布干維爾島（Bougainville Island）與舒瓦瑟爾島（Choiseul Island）之間。

布干維爾海峽（英語：Bougainville Strait）是一位於索羅門群島中舒瓦瑟爾島與布干維爾島之間的海峽。該海峽於1768年被法國探險家路易斯·安東尼·布干維爾發現，並以其名命名之。

## 外部連結
- Strait's map